# 던펌린

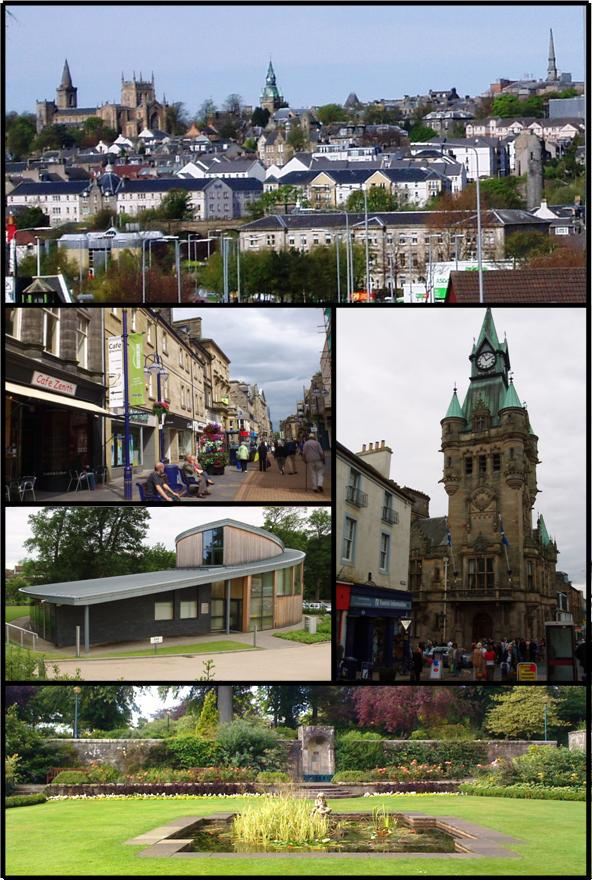
던펌린

던펌린(영어: Dunfermline, 스코트어: Dunfaurlin, 스코틀랜드 게일어: Dùn Phàrlain)은 스코틀랜드 파이프의 도시로 면적은 18.3km2, 인구는 50,380명(2012년 기준)이다. 미국의 철강 재벌인 앤드루 카네기가 태어난 곳이기도 하다.